# Asaita
Asaita är en ort i Etiopien.   Den ligger i regionen Afar, i den nordöstra delen av landet, 400 km nordost om huvudstaden Addis Abeba. Asaita ligger 371 meter över havet och antalet invånare är 20 342.
Terrängen runt Asaita är platt åt sydväst, men åt nordost är den kuperad. Terrängen runt Asaita sluttar söderut. Runt Asaita är det glesbefolkat, med 19 invånare per kvadratkilometer. Det finns inga andra samhällen i närheten. Omgivningarna runt Asaita är i huvudsak ett öppet busklandskap.